# Julian Argüelles
Julian Crook Argüelles (Birmingham, 28 gennaio 1966) è un musicista e sassofonista britannico.

## Discografia

### Album
- Phaedrus (1991)
- Home Truths (1995)
- Scapes (1996)
- Skull View (1997)
- Escapade (1999)
- As Above So Below (2004 - Provocateur)
- Partita (2006)
- Inner Voices (2009)
- Momenta (2009 - Family)
- Ground Rush (2010)

Con i Loose Tubes
- Delightful Precipice (1986)
- Open Letter (1988)

Con i Carla Bley
- Big Band Theory (1993)
- The Carla Bley Big Band Goes to Church (1996)